# جنغرمنانيات
الجنغرمنانيات (الاسم العلمي:Jungermanniidae) هي تحت طائفة من النباتات الكبدية تتبع الطائفة الجنغرمنانية.

## التصنيف
- تحت طائفة الجنغرمنانيات
  - رتبة الجنغرمنيات
    - رتيبة الجنغرمنونيات
      - الفصيلة المغرافية
        - جنس المغرافة